# Claudio Golinelli
Claudio Golinelli (né le 1er mai 1962 à Plaisance, en Émilie-Romagne) est un ancien coureur cycliste italien. Spécialiste de la piste, il a été deux fois champion du monde de keirin (1988 et 1989) et champion du monde de vitesse en 1989.

## Palmarès sur piste

### Championnats du monde
- Vienne 1987
  -  Médaillé d'argent du keirin
  -  Médaillé de bronze de la vitesse
- Gand 1988
  -  Champion du monde de keirin
- Lyon 1989
  -  Champion du monde de keirin
  -  Champion du monde de vitesse
- Maebashi 1990
  -  Médaillé d'argent de la vitesse
  -  Médaillé de bronze du keirin
- Stuttgart 1991
  -  Médaillé d'argent du keirin

### Championnat d'Europe
- 1985
  -  Médaillé de bronze de la vitesse
- 1986
  -  Médaillé de bronze de la vitesse

### Championnats nationaux
- Champion d'Italie de keirin en 1985, 1987, 1988, 1990, 1991
- Champion d'Italie de vitesse  en 1986, 1988, 1989, 1990, 1991

## Palmarès sur route
- 1981
  -  Champion d'Italie sur route amateurs
  - Coppa Città di Melzo
  - Trofeo Comune di Piadena
- 1983
  - Gran Premio della Liberazione
- 1984
  - Gran Premio di Diano Marina
  - Trophée Bruno Balasini
- 1990
  - Prologue de la Semaine sicilienne